# Fallopia cynanchoides
Fallopia cynanchoides (Hemsl.) Haraldson – gatunek rośliny z rodziny rdestowatych (Polygonaceae Juss.). Występuje naturalnie w Chinach – w prowincjach Gansu (południowa część), Kuejczou, Hubei, Hunan, Shaanxi (południowa część), Syczuan i Junnan oraz w Tybetańskim Regionie Autonomicznym. 

## Morfologia
PokrójBylina dorastająca do 1–1,5 m wysokości. Pędy są wijące się i pnące.
LiścieIch blaszka liściowa jest nieco skórzasta i ma kształt od sercowatego do oszczepowato sercowatego. Mierzy 5–10 cm długości oraz 3–8 cm szerokości, o sercowatej nasadzie i spiczastym wierzchołku. Ogonek liściowy jest owłosiony i osiąga 3–5 cm długości. Gatka ma brązową barwę i jest błoniasta.
KwiatyZebrane w wiechy o długości 10–15 cm, rozwijają się w kątach pędów lub na ich szczytach. Mają 5 listków okwiatu o eliptycznym kształcie i barwie od białej do zielonkawej, zewnętrzne są skrzydlate i rosną po przekwitnięciu (do 2 mm długości). Pręcików jest 8.

## Biologia i ekologia
Rośnie w lasach. Występuje na wysokości od 1200 do 3000 m n.p.m. Kwitnie od lipca do września, natomiast owoce dojrzewają od sierpnia do października. 

## Zmienność
W obrębie tego gatunku wyróżniono jedną odmianę:
- Fallopia cynanchoides var. glabriuscula (A.J.Li) A.J.Li